# Политковский, Фёдор Герасимович
Фёдор Герасимович Политковский (1753—1809) — ординарный профессор и декан медицинского факультета Московского университета.

## Биография
Сын протоиерея Черниговского полка. Родился в 1753 году в Черниговской полк Гетманщины. Первоначальное образование получил в Черниговской семинарии. В 1774 году перешел в гимназию при Московском университете. В 1775 году был произведён в студенты Московский университет, избрал своей специальностью химию (рассматривающуюся тогда как составная часть медицины). В 1778 окончил курс медицинского факультета. В июле 1779 по распоряжению кураторов И. И. Шувалова и М. М. Хераскова вместе со своим товарищем Феодосием Курикой был командирован в Лейденский университет, врачебный факультет которого тогда особенно славился, где в 1781 защитил диссертацию на степень доктора медицины «О пиогении или образовании гноя».Из Лейдена Политковский отправился в Париж, считавшийся тогда средоточием естествоведения, где в 1781—1782 занимался углублённым изучением естественной истории, физики и химии, посещал естественно-научные музеи, клиники, слушал лекции знаменитых профессоров Ж. Б. Ламарка и А. Лавуазье.
В Париже Политковский провел два года и в конце 1783 года вернулся в Москву. 9 декабря того же года он был испытан Ашем и Горголи в медицинской коллегии и получил право докторской практики в России. Иностранные ученые выдали ему очень лестные отзывы, которые он представил университетскому начальству. Весной 1784 года Политковский и Курика прочли пробные лекции и вместе заняли кафедру естественной истории, освободившуюся после смерти профессора Сибирского.
3 апреля в «Московских Ведомостях» (№ 27) было напечатано, что: «Посыланные за несколько лет перед сим в чужие края на иждивении Императорского Московского Университета для достижения вящих успехов в медицине, химии и истории натуральной университетские питомцы медицины доктора Феодосий Курика и Федор Политковский, по возвращении их в университет, назначены преподавать натуральную историю, один для знающих латинский язык — на латинском, а другой, для тех, коим этот язык неизвестен, и для посторонних, — на русском. Из сих питомцев Федор Политковский 10 будет говорить на русском языке вступительную речь или введение в историю натуральную, в большой аудитории, в которой, показав пользу науки, план преподавания, по окончании будет делать опыты над разными воздухами с изъяснением пользы. Не преминет говорить и о горючем (то есть водородном газе) который подал случай к изобретению воздушных шаров».
Опыты с водородом были впервые поставлены в Московском университете Политковским и послужили началом его преподавательской деятельности. 17 апреля 1784 года он получил звание экстраординарного профессора. В 1785 году Курика умер, и Политковский стал полным хозяином кафедры натуральной истории, философии, ботаники и химии. Читая естественную историю, он руководился системой Линнея. В зимние месяцы он преподавал минералогию, а в летние — зоологию и ботанику.
В 1788 году он был произведен в ординарные профессора. В течение восьми лет Политковский преподавал естественную историю, а в 1802 году был перемещен на кафедру практической медицины и химии, которая освободилась после смерти профессора С. Г. Зыбелина. При этом он остался директором университетского музея натуральной истории и в 1803 году он читал публичные лекции, относительно которых в «Периодических сочинениях об успехах народного просвещения» было объявлено следующее: «Профессор натуральной истории Политковский будет сперва проходить царство животных, а по окончании сего приступить к другим царствам природы, предлагая и объясняя предметы, достойные примечания по своей редкости, драгоценности и пользе. Для сих лекции открыт будет почтенной публике семятический натуральный кабинет, известный во всей Европе и принадлежавший княгине Яблоновской, а ныне от Высочайших щедрот Всемилостивейше дарован университету. Преподавание начнется сентября 7 числа и будет продолжаться каждую неделю по тем же дням, кроме праздничных». В торжественных случаях он говорил речи о происхождении и пользе натуральной истории и об их связи с врачебным искусством. Переход Политковского на кафедру практической медицины был по тому времени вполне естественным и послужил к вящей пользе дела.
Продолжительные занятия натуральной историей развили в нём простой, разумный взгляд на патологию и скептическое отношение к господствовавшим в то время теориям. Он не следовал ни одной из известных систем, но избирал из каждой то, что было в них разумного. Любимым своим ученикам, Ризенке и Полетике, он писал следующее: «На все системы советую смотреть беспристрастными глазами, коими должны руководствоваться. Безмен рассуждения должен быть при вас. Взвешивайте на оном все теории и делопроизводство других. Сосите мед и оставляйте яд. Впрочем, молитесь Господу и трудитесь: Он есть врач и душ и телес; Его только благословением и врач счастлив и больные выздоравливают».
Современник его, И. Ф. Тимковский, говорит, что он свои способы лечения, против многих главных возражений и публикованной диатрибы, применял к личным и местным привычкам". Другой биограф говорит: «Как жрец истины, как Профессор, он имел еще одно высокое достоинство: никогда не таил своих ошибок. Для остережения своих неопытных слушателей он охотно сознавался в погрешностях, которые почти неизбежны на столь трудном и скользком пути, какова практическая медицина». Тем не менее, он был одним из знаменитейших практиков и пользовался большой любовью всего населения Москвы; к нему обращалось очень много бедняков, которых он лечил бесплатно. Тимковский описывает его следующими словами: «Был он росту высокого, лица овального и пригожего, брюнет, с живостью, в крепких силах, с речью быстрой, размашист и шутлив, даже на лекциях и с больными… Слушателям давал собой образец».
Политковский очень много работал и чрезмерное напряжение сил расстроило его крепкое от природы здоровье; у него появились упорная бессонница, удушливый кашель и общий упадок сил, и на 56-м году от рождения он умер. Похоронен в подмосковной деревне Славково. Его надгробие было обнаружено в конце 2000-х годов.